# New York City Housing Authority
La New York City Housing Authority, ou NYCHA, est un organisme public de l'administration de New York qui gère les logements sociaux et habitations à loyer modéré des cinq arrondissements de la ville de New York.  
L'organisme a été créé en 1934. Le premier projet urbain du NYCHA est la construction, en 1935, de l'ensemble d'habitations à loyer modéré First Houses situé dans le Lower East Side de Manhattan. C'est surtout après la Seconde Guerre mondiale que la ville met en place une importante politique de construction de ce type d'habitations, généralement connues sous le nom de « projects », en collaboration avec l'architecte et urbaniste Robert Moses. Contrairement à d'autres villes américaines, le budget que consacre la Ville de New York à la construction de logements sociaux est constitué en partie de fonds publics de l'État de New York et de la ville, et non des seuls fonds publics fédéraux.

## Statistiques
| Année | Nombre de logements sociaux | Nombre de logements sociaux | Nombre de résidents |
| Année | Appartements                | Grands ensembles            | Nombre de résidents |
| ----- | --------------------------- | --------------------------- | ------------------- |
| 2017  | 176 066                     | 326                         | 396 581             |
| 2018  | 175 636                     | 325                         | 392 259             |
| 2019  | 173 762                     | 316                         | 381 159             |
| 2020  | 169 820                     | 302                         | 365 806             |
| 2021  | 168 100                     | 285                         | 358 675             |
| 2023  | 161 585                     | 274                         | 330 118             |

## Liste deprojects
- First Houses, à Manhattan
- Harlem River Houses, à Manhattan, Harlem
- Queensbridge Houses, dans le Queens